# Sciapus ellisi
Sciapus ellisi är en tvåvingeart som beskrevs av Jennifer L. Hollis 1964. Sciapus ellisi ingår i släktet Sciapus och familjen styltflugor. Inga underarter finns listade i Catalogue of Life.